# Mirka Klarić
Mirka Klarić (Donji Vidovec, 10. travnja 1934. – Zagreb, 4. prosinca 2022.) bila je hrvatska operna pjevačica (sopran), dugogodišnja prvakinja Opere Hrvatskog narodnog kazališta u Zagrebu. U matičnoj opernoj kući otpjevala je niz velikih sopranskih uloga u operama Šostakoviča, Prokofjeva, Borodina, Čajkovskog, Puccinija, Giordana, Verdija, Richarda Straussa i Jakova Gotovca, a zapažene je izvedbe ostvarila i na mnogim europskim opernim pozornicama.

## Nagrade i priznanja
- 1960. – Nagrada Grada Zagreba za ulogu Lize u operi Pikova dama Petra Iljiča Čajkovskog[3]
- 1963. – Nagrada »Milka Trnina« za ulogu Nataše Rostove u operi Rat i mir Sergeja Prokofjeva i ulogu Jelene u operi Nikola Šubić Zrinjski Ivana pl. Zajca[3]
- 1964. – Nagrada Grada Zagreba za ulogu Katarine Izmajlove u istoimenoj operi Dmitrija Šostakoviča[3]
- 1969. – Godišnja nagrada »Vladimir Nazor« za ulogu Salome u istoimenoj operi Richarda Straussa na Splitskome ljetu[3]
- Nagrada na Opernom Bijenalu u Ljubljani za ulogu Načelnikove žene u komičnoj operi Revizor Wernera Egka[3]
- 2001. – Nagrada hrvatskog glumišta za svekoliko umjetničko djelovanje[3]
- 2012. – Nagrada »Vladimir Nazor« za životno djelo[3]

## Vanjske poveznice
- LZMK / Hrvatski biografski leksikon: Klarić, Mirka (Marija Barbieri, 2009.)